# Pustelnik białobrody
Pustelnik białobrody (Phaethornis hispidus) – gatunek małego ptaka z rodziny kolibrowatych (Trochilidae), występujący od północno-zachodniej do środkowej części Ameryki Południowej. Jest jednym z najbardziej rozpowszechnionych gatunków pustelników. W Czerwonej księdze gatunków zagrożonych IUCN klasyfikowany jest jako gatunek najmniejszej troski (LC, Least Concern).

## Systematyka
Pierwszego naukowego opisu gatunku dokonał angielski przyrodnik John Gould w 1846 roku, nadając mu nazwę Trochilus hispidus. Autor przypuszczał, że holotyp pozyskano w Peru, ale w rzeczywistości pochodził on z Boliwii. Nie wyróżnia się podgatunków. Ograniczona wiedza na temat znacznej zmienności osobniczej występującej u pustelnika białobrodego zaowocowała tym, że populacje ze wschodniego Ekwadoru opisano jako odrębne gatunki: Trochilus oseryi i Phaethornis villosus; nazwy te są obecnie traktowane jako synonimy.

## Morfologia
Średniej wielkości koliber o długim, zakrzywionym dziobie. Górna szczęka szara, żuchwa czerwona. Czoło, szczyt głowy, potylica, kark i grzbiet w kolorze szarym z lekko zielonkawym odcieniem. Kuper szary z białymi długimi piórami na ogonie. Kantarek i policzki ciemnoszare. Pasek oczny i pasek policzkowy białawe. Gardło i przód szyi białawe, tworząc śliniak w kształcie brody. Spód ciała szary. Skrzydła czarne z łupkowymi obrzeżami lotek. Nogi łupkowe. Obie płcie podobne. Samica ma nieco krótszy, ale bardziej zakrzywiony dziób, oraz krótsze skrzydła od samca. Młodociane mają ochrowe brzegi piór pokryw nadogonowych. Długość ciała 13–14 cm, masa ciała 4–6 g.

## Zasięg występowania
Pustelnik białobrody występuje na terenach nizinnych na wschód od Andów. Na dużym obszarze zachodniej i południowej Wenezueli, w Kolumbii, Ekwadorze, Peru, północno-wschodniej Boliwii i zachodniej części brazylijskiej Amazonii. Zasięg jego występowania (EOO, Extent of Occurrence), według szacunków organizacji BirdLife International, obejmuje około 5,33 mln km². 

## Ekologia
Jego głównym habitatem są tropikalne i subtropikalne wilgotne lasy nizinne, regularnie zalewane, nad rzekami, rzadziej występuje w lasach wtórnych, lasach bagiennych, zaroślach helikonii i bambusów oraz na plantacjach. Występuje na terenach do wysokości 1200 m n.p.m. Odżywia się nektarem i małymi stawonogami.

### Rozmnażanie
Okres lęgowy nie jest dokładnie określony. W Kolumbii to grudzień–kwiecień (lęgi stwierdzono także w czerwcu), w Ekwadorze grudzień, w Peru czerwiec–grudzień, w Boliwii lipiec–wrzesień. Buduje gniazda w kształcie stożka zwisającego na końcu dużego liścia. W lęgu zazwyczaj 2 białe jaja. Pisklęta przebywają w gnieździe od 20 do 22 dni.

## Status i ochrona
W Czerwonej księdze gatunków zagrożonych IUCN pustelnik białobrody jest klasyfikowany jako gatunek najmniejszej troski (LC, Least Concern) od 2004 roku. Liczebność populacji nie została oszacowana, ale ptak ten opisywany jest jako pospolity. BirdLife International podaje, że populacja ma trend spadkowy ze względu na kurczenie się jego naturalnego habitatu i może zmniejszać się nawet do 25% w ciągu trzech pokoleń (czyli 12 lat).